# Východoturkické jazyky
Východoturkické jazyky jsou hlavní podskupinou turkických jazyků.

## Dělení
- Východoturkické jazyky
  - Sibiřské jazyky
    - Severní
      - Dolganština
      - Jakutština/sacha

    - Jižní
      - Čulymština (Küerikština)
      - Fuyü gïrgïsština
      - Tuvinština (Ojrot'ština, Sojotština, Uriankhajština)
      - Chakaština
      - Tofalarština
      - Šorština (Saghaj Kacaština, Kyzylština)
      - Západní jugurština
      - Severovýchodní altajština (Kumandština, Tuba, Turačakština, Soltonština, Starobardinština, Čalkanština (taky nazvaná Kuuština, Lebedinština)

  - Argu jazyky
    -       - Chalačština